# Bateria eletrônica

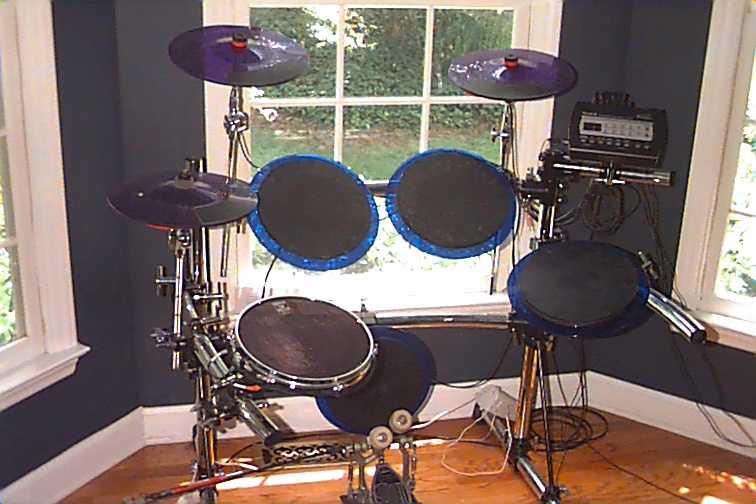
Uma bateria eletrônica.

A bateria eletrônica (português brasileiro) ou bateria elétrica (português europeu) é um sintetizador que simula uma bateria acústica.
Uma bateria eletrônica é geralmente formada por um conjunto de pads montados sobre um rack numa disposição similar à de uma bateria acústica. Os pads são discos com uma superfície de borracha ou tecido que simulam os tambores de uma bateria. Cada pad possui um ou mais sensores que geram sinais elétricos quando percutidos. O sinal elétrico é transmitido através de cabos até um módulo eletrônico, que produz o som associado ao pad em questão.

## História

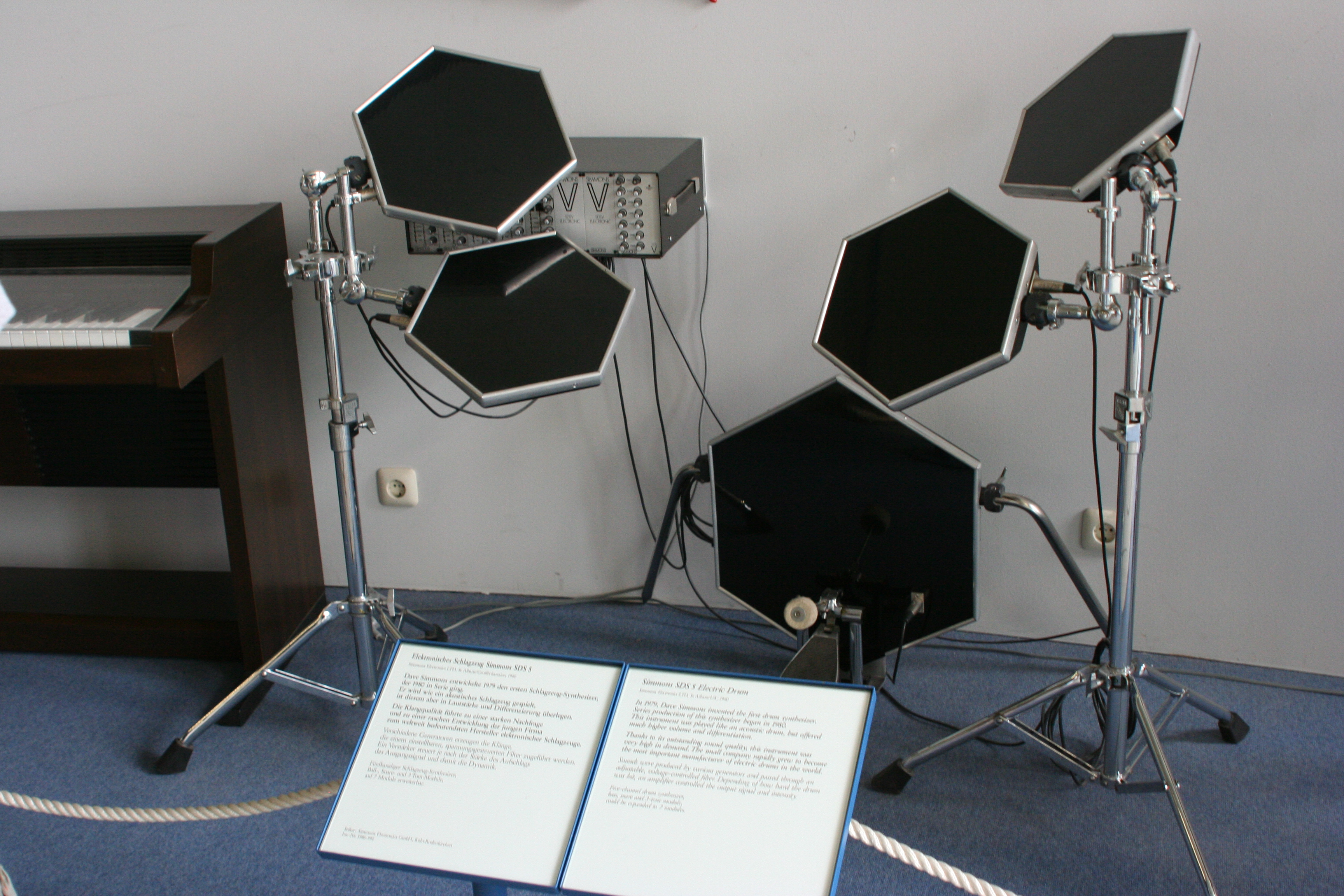
Uma bateria eletrônica Simmons SDS-5 (1979)

Diz-se que a primeira bateria eletrônica foi criada por Graeme Edge, baterista da banda The Moody Blues, com a colaboração do professor Brian Groves da Universidade de Sussex. O dispositivo foi usado na música 'Procession', do álbum 'Every Good Boy Deserves Favor' de 1971.

De uma entrevista com Graeme Edge:[carece de fontes?]
Pergunta - "Uma das músicas mais estranhas era 'Procession' (Every Good Boy Deserves Favor, 1971), que utilizou o trabalho pioneiro da bateria eletrônica de Graeme Edge. Como ela foi criada?"
Graeme - "... Eu entrei em contato com o professor de eletrônica Brian Groves da Universidade de Susses. Ele havia desenvolvido uma bateria eletrônica, uma ideia maravilhosa. Eu tinha o painel de controle bem diante de mim, era uma coisa ultrapassada agora, mas nós éramos os primeiros a fazer isso. Havia peças de borracha com papel-alumínio na parte traseira e com bobinas de prata que se moviam para cima e para baixo dentro de um ímã que produzia um sinal e, assim, era sensível ao toque. Eu tinha cinco caixas na parte superior e, então, dez tom-toms e, depois, uma oitava inteira de bumbos sob meus pés e, depois, quatro lotes de 16 de sequenciadores, dois de cada lado. Havia um espaço para um tamborim, ebony stick, caixa e três tom-toms. Isso foi antes da invenção do chip, naquela época você fazia tudo com transistores. Então, ele tinha algo como 500 transistores. A bateria eletrônica por dentro parecia algo como espaguete. Enquanto funcionou, foi excelente, mas foi antes dos dias de hoje, porque ele era tão sensível..." 

A primeira bateria eletrônica comercial foi a Syndrum Pollard, criada pela Pollard Industries em 1976. Ela era formada por um módulo eletrônico e um ou mais tambores. Ela rapidamente chamou a atenção de muitos bateristas famosos como Carmine Appice e Terry Bozzio. Mas o Syndrum foi um fracasso financeiro e levou a empresa à ruína em poucos anos.
Em 1978, a empresa Simmons foi criada para produzir baterias eletrônicas comerciais. Seu produto mais notável foi a SDS-5, lançada em 1981. Com seus característicos pads hexagonais, a SDS-5 foi usada pela primeira vez em From the Tea-rooms of Mars.... por Burgess, Chant No,1 por Spandau Ballet, and Angel Face por Shock.  Depois de sua estreia no topo das paradas, o instrumento chamou a atenção de muitos bateristas de rock importantes. O som da SDS-5 era frequentemente descrito como 'terrível' ou que soava como 'tampas de lata de lixo'. Apesar das críticas, o som 'dzzshhh' característico da Simmons  foi amplamente utilizado na década de 1980 por grupos de rock como Duran Duran e Rush entre outros.
Nos anos seguintes, outras empresas começaram a vender suas versões de bateria eletrônica, notadamente a Roland e a Yamaha. Naquela época, a bateria eletrônica era semelhante aos atuais modelos básicos. Elas eram formadas por pads revestidos de borracha. Os pads eram sensíveis à velocidade e o som era gerado através de sampling.
Em 1997, Roland colocou no mercado seu modelo TD-10, que teve duas importantes inovações. Primeiro, em vez de gerar o som por meio de sampling, o TD-10 usava modelos matemáticos (physical modelling) para produzir o seu som. Em segundo lugar, em vez de pads revestidos de borracha, apresentava uma superfície do tipo mesh-head. O pad de mesh-head tem a mesma aparência e sensação tátil de um pequeno tambor acústico. Sua superfície é formada por duas camadas de um tecido de fibra, e é equipado com vários sensores eletrônicos. A Roland chamou sua invenção de V-Drums, que, mais tarde, se tornou a marca de sua linha de baterias eletrônicas. Juntos, a modelagem matemática e os pads de mesh-head aumentaram consideravelmente a qualidade do som e o realismo da bateria eletrônica.

## Inovações recentes

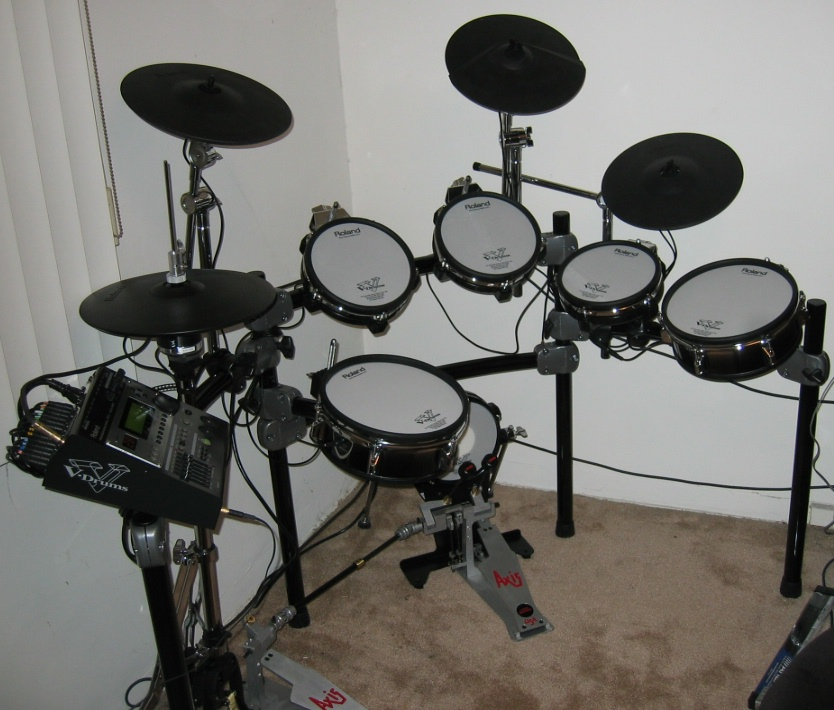
Roland V-Stage Series TD-12S V-Drum Kit

As baterias eletrônicas mais recentes resolveram muitas das deficiências dos primeiros modelos. Embora a maioria dos fabricantes possua modelos básicos de bateria eletrônica, os modelos profissionais são desenvolvidos para proporcionar som e tocabilidade quase indistinguíveis de uma bateria acústica de qualidade. Exemplos incluem a Yamaha DTXtreme e Roland V-Drums TD-20. Normalmente, esses modelos mais avançados estão equipados com:
- Sons de alta qualidade - Os módulos eletrônicos oferecem sons de alta qualidade gerados por modelagem matemática. Alguns módulos permitem que o usuário escolha a afinação, o tamanho e o material de tambores e pratos. Eles também simulam efeitos como abafamento, posição do microfone e acústica do ambiente.
- Sensor de posição e de velocidade - O módulo pode detectar em que posição o pad é percutido, e fornecer uma amostra representativa da batida em um tambor acústico. Além disso, o volume e timbre variam de acordo com a velocidade da batida.
- Triggers múltiplos - caixa e tom-toms têm sensores para a pele e para o aro, permitindo técnicas como rimshot e cross stick. Os pratos possuem sensores para corpo, borda e cúpula, e é possível abafar o prato com as mãos.
- Máquina de chimbau realista - Ela é montada em um suporte convencional e possui pratos móveis. Um módulo eletrônico dentro da unidade detecta o movimento dos pratos e fornece as variações de pratos abertos, parcialmente abertos e fechados. Ela também simula o som de fechamento dos pratos com ou sem abafamento.
- Múltiplas saídas - Os módulos possuem múltiplas saídas para o mixer, de forma que cada grupo de percussão (isto é, toms, pratos etc.) podem ser mixados de forma independente (como os vários microfones de uma bateria acústica). Outra saída muito utilizado é a conexão MIDI, que envia sinais para um software especializado em um computador. O aumento no poder de processamento oferecido por essa opção permite ao usuário utilizar amostras reais e randomizadas de baterias gravadas profissionalmente, com um resultado incrivelmente realista.

## Comparação com a bateria acústica

### Vantagens
- Apesar de não ser totalmente silenciosa, a bateria eletrônica produz muito menos ruído acústico do que uma bateria tradicional. Além disso, o baterista pode usar um fone de ouvido para a prática silenciosa.
- Baterias eletrônicas são geralmente mais compactas do que as baterias acústicas.
- Uma única bateria electrônica pode simular o som de vários modelos de bateria acústica, como uma bateria vintage de jazz ou uma poderosa bateria de rock. Ele também pode reproduzir outros sons, como o som da Roland TR-808, amplamente utilizado na música eletrônica.
- Baterias eletrônicas não precisam de arranjos complexos de microfone como a bateria acústica. Em vez disso, o som pode ser obtido por meio de conexões de saída de linha ou MIDI. Graças a isso, a bateria eletrônica é um instrumento adequado para pequenos estúdios de gravação.
- Baterias eletrônicas geralmente possuem funcionalidades úteis para o baterista iniciante, como metrônomo e músicas para acompanhamento.

### Desvantagens
- Apesar das recentes inovações, a bateria eletrônica ainda não consegue reproduzir a sensação exata e a riqueza do som da bateria acústica.
- As características mais avançadas, como pads realistas e modelagem matemática de som, estão disponíveis apenas nos modelos mais caros, inacessíveis para a maioria dos bateristas amadores. Enquanto isso, os modelos mais acessíveis ainda usam pads de borracha com trigger único e sons sampleados de baixa qualidade, limitando bastante o som e a tocabilidade.
- As baterias eletrônicas não têm o apelo visual de uma bateria acústica.
- O som de uma bateria acústica é suficiente poderoso para uma pequena apresentação. Uma bateria eletrônica precisa de uma tomada elétrica e, pelo menos, um amplificador, mesmo para pequenas apresentações.

## Variações

### Bateria eletrônica portatil
Uma bateria eletrônica portátil é uma bateria eletrônica que possui todos os pads (exceto pedais) e o módulo eletrônico combinados em uma única peça. Ela normalmente possui um pequeno amplificador e alto-falantes incorporados. A geração de som é mais simples do que à das baterias eletrônicas maiores. Além disso, a tocabilidade da bateria portátil é muito diferente. As grandes vantagens desse tipo de bateria são a portabilidade e o preço reduzido.

### Bateria acústica trigada
Uma bateria acústica trigada é uma bateria acústica comum com triggers (sensores) acoplados aos tambores e pratos. Os triggers detectam batidas nos tambores e geram um sinal elétrico, que é enviado a um módulo eletrônico. Normalmente, a bateria acústica possui mesh-heads e outros acessórios para reduzir o som acústico gerado. Desta forma, uma bateria acústica trigada possui a mesma tocabilidade de uma bateria acústica, mais a versatilidade de uma bateria eletrônica.